# José Ignacio Vergara
José Ignacio Vergara Urzúa (Talca, 31 de julio de 1837-Santiago, 9 de mayo de 1889) fue un destacado político y educador chileno. Fue ministro del presidente Domingo Santa María en las carteras de Interior (entre 1885 y 1886) y de Justicia, Culto e Instrucción Pública (entre 1883 y 1885).
El 29 de julio de 1888 fue elegido por el claustro académico como rector de la Universidad de Chile. Por su deteriorado estado de salud renunció al poco tiempo, falleciendo el 9 de mayo de 1889 a los 51 años de edad.

## Biografía

### Vida personal
Nació en Talca, el 31 de julio de 1837; sus padres fueron José Antolín Vergara Cruz y Gertrudis Urzúa Vergara. Se casó con Matilde Ruiz Fontecilla y tuvieron hijos; se casó en segundo matrimonio, con Rosario Moreno Urzúa.

### Carrera profesional
Estudió en el Liceo de Talca y en la Facultad de Ingeniería de la Universidad de Chile, donde obtuvo el grado de Ingeniero Geógrafo el 30 de noviembre de 1863.
Fue director del Observatorio Astronómico de Santiago en 1865 y director en propiedad en 1874; además fuepresidente de la Sociedad de Instrucción Primaria y fundador de la Escuela Italia. Fue autor de muchos trabajos científicos relacionados especialmente con astronomía. Fue uno de los fundadores de la Oficina Central de Meteorología y por las observaciones que practicó obtuvo una medalla en el Congreso Geográfico de Viena, en 1873. Por los trabajos que publicó, el gobierno francés lo condecoró.
Fue intendente de la provincia de Talca desde 1875 hasta 1881.
Fue profesor de matemáticas en la Escuela Normal de Preceptores; profesor de astronomía y cálculo diferecial e integral en la Universidad de Chile. Fue rector de la Universidad de Chile entre el 30 de julio de 1888 al 9 de mayo de 1889.
Fue ministro de Justicia, Culto e Instrucción Pública desde 8 de junio de 1883 a 1885 además de ser ministro subrrogante de Guerra y Marina entre el 18 de enero de 1884 y 13 de febrero de 1885, y ministro del Interior desde el 22 de octubre de 1885.
Es electo como diputado propietario por Talca, en el periodo 1867-1870; fue electo como suplente y se incorporó en propiedad, en reemplazo del propietario electo, Pedro Ugarte Ramírez, quien falleció antes de la apertura del periodo. El diputado Vergara fue miembro de la Comisión Permanente de Educación y Beneficencia. Durante el periodo 1882-1885 fue electo diputado propietario por Talca; integró la Comisión Permanente de Hacienda e Industria. Fue reelecto para el periodo 1885-1888 y el periodo 1888-1891 como senador propietario por Bío-Bío; fue electo presidente del Senado el 14 de octubre de 1887 y vicepresidente del Senado el 4 de junio de 1888; senador reemplazante en la Comisión Permanente de Gobierno y Relaciones Exteriores y en la de Hacienda e Industria; miembro de la Comisión Permanente de Gobierno y Relaciones Exteriores.
Falleció en Santiago el 8 de mayo de 1889, sin lograr terminar su último periodo senatorial.

## Publicaciones
- Vergara, J. I. (1869). Observaciones meteorolójicas hechas en el observatorio astronomico de Santiago, i en el faro de Valparaisoaño de 1868; comunicadas a la Universidad de Chile en enero de 1869. Imprenta Nacional. Consultado el 20 de marzo de 2022.
- Vergara, José Ignacio (1874). Apuntes sobre el temblor del 7 de Julio de 1873 en Santiago de Chile i sobre el hundimiento que tuvo lugar en Bolivia en agosto de 1873. Impr. Andres Bello. Consultado el 20 de marzo de 2022.